# Onthophagus matae
Onthophagus matae là một loài bọ cánh cứng trong họ Bọ hung (Scarabaeidae).